# Engenharia Circulante no Metropolitano de Londres
Ao longo dos anos, o Metropolitano de Londres adquiriu vários tipos de máquinas de engenharia para ajudarem na construção de todo o sistema, e na manutenção do mesmo.